# George Christoph von Arnim

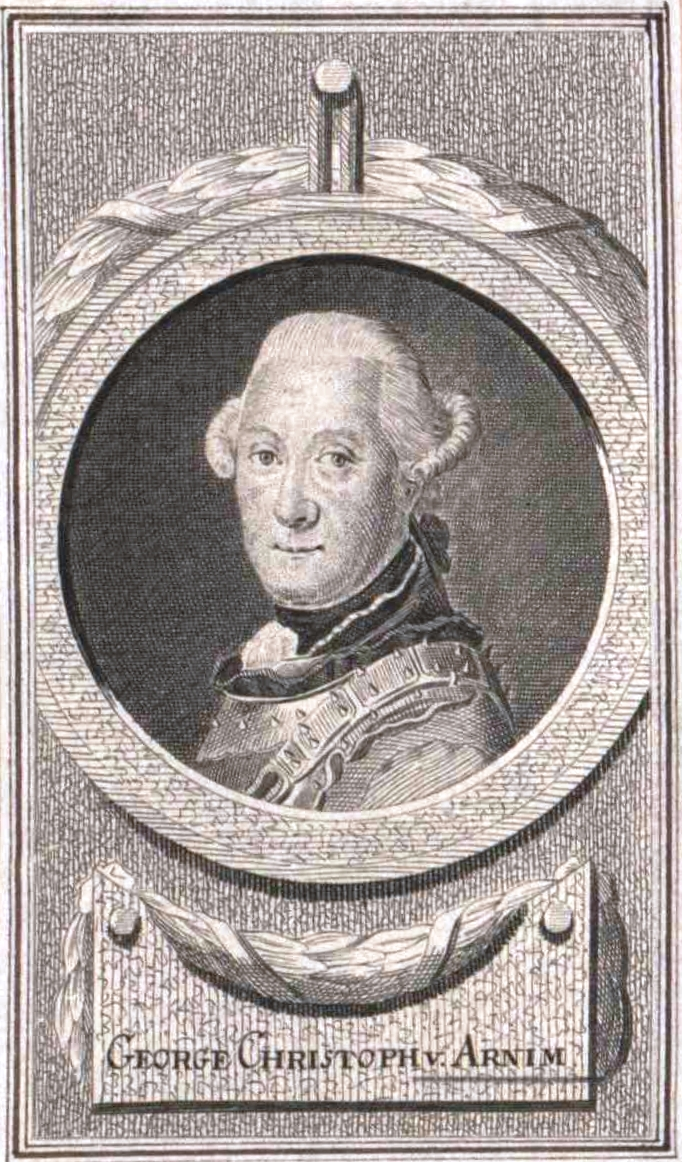
George Christoph von Arnim

George Christoph von Arnim (* 24. Juni 1723 in Lyck, Masuren; † 16. Oktober 1789 in Arnoldsmühl) war ein preußischer Generalleutnant und Chef des Kürassierregiments „von Woldeck“.

## Leben

### Herkunft
Georg Christoph war der zweite Sohn des Oberst a. D. Anton Detlefs von Arnim (1680–1744), Herr auf Güterberg, Schwarzensee und Bütow und dessen Ehefrau Ilsabe Maria, geborene von Raven (1695–1739) aus dem Hause Holzendorf.

### Militärkarriere
Ab 12. Oktober 1736 besuchte Arnim die Ritterakademie in Dom Brandenburg und wurde am 25. Dezember 1738 als Estandartenjunker im Kürassierregiment „Gens d’armes“ der preußischen Armee angestellt. Mit diesem nahm er am Feldzug 1740/42 teil und wurde zwischenzeitlich am 5. Januar 1741 Kornett und am 3. Oktober 1745 Leutnant. Am 27. Mai 1756 wurde er zum Stabsrittmeister und danach zum Rittmeister befördert. 1757 wurde er Major, am 27. August 1758 Oberstleutnant und am 11. September 1764 Oberst.
Am 28. April 1764 wurde er Kommandeur des Kürassierregiments „von Röder“ und am 16. Juni 1769 Chef des Kürassierregiments „von Woldeck“. Knapp drei Monate später folgte am 7. September 1769 seine Beförderung zum Generalmajor sowie am 20. Mai 1785 zum Generalleutnant.
Seit 1741 war Arnim an allen Feldzügen und den Belagerungen von Brieg, Prag, Schweidnitz, Olmütz und Dresden beteiligt. In neun Schlachten wurde er weder gefangen genommen noch verwundet: Schlacht bei Hohenfriedberg, Schlacht bei Soor, Schlacht bei Lobositz, Schlacht bei Leuthen, Schlacht  bei Zorndorf, Schlacht bei Hochkirch, Schlacht bei Liegnitz und Schlacht bei Torgau. Wegen seiner Tapferkeit in der Schlacht bei Roßbach verlieh ihm König Friedrich II. den Orden Pour le Mérite. Am 22. September 1785 wurde Arnim mit einer Pension von 2000 Talern dimittiert.

### Familie
Arnim war seit 1759 mit Anna Maria von Münchow († 1784) aus dem Hause Nassau verheiratet. Sie hatten keine Kinder. In zweiter Ehe heiratete er Jeannette Friederike Beigna Gräfin von Sandretzky (1746–1789), Witwe des Generals Johann Ferdinand von Stechow (1718–1778).